# Judith Collins
Judith Anne Collins (Hamilton, 24 de febrer de 1959) és una política neozelandesa i diputada de la Cambra de Representants de Nova Zelanda des de les eleccions de 2002, representant la circumscripció electoral de Papakura des de les eleccions de 2008. És membre del Partit Nacional i forma part del gabinet de John Key.

## Inicis
Collins va néixer a Hamilton el 24 de febrer de 1959. Els seus pares procedien de Walton a Waikato i era la més jove de sis. El 1977 i 1978 va estudiar a la Universitat de Canterbury. El 1979 se'n va anar a estudiar a la Universitat d'Auckland on es graduà amb un LLB i un LLM. Va conèixer al seu marit a la universitat. Ell era aleshores policia i va immigrar des de Samoa quan aquest era nen.
Inicialment els dos van ser propietaris d'un restaurant anomenat Dr Dudding's Restaurant at Hauraki Corner a Takapuna, al nord d'Auckland. Collins políticament aleshores afavoria al Partit Laborista, però va unir-se amb el Partit Nacional el 1999.
Després de la universitat va treballar com a advocada, especialitzant en dret laboral, de propietat, comercial i d'impostos. Treballà com a procurador dels tribunals per Subritzky Tetley-Jones & Way (1981-1984) i per Simpson Grierson (1984-1986). Després treballà per Tee Collins & Co (1986-1989) i després per Peak Rogers (1989-1990). Entre el 1990 i el 2000 va ser l'encarregada de Judith Collins & Associates. Ens els dos anys abans de ser elegida diputada va treballar per a Minter Ellison Rudd Watts.
Collins fou activa en associacions legals en ser presidenta de la Societat Legal del Districte d'Auckland i vicepresidenta de la Societat Legal Neozelandesa (1998). Va ser la cap de l'Autoritat en Control dels Casinos (1999-2002) i va ser directora de l'Empresa Constructora d'Habitatges de Nova Zelanda (1999-2001).

## Diputada
Collins fou elegida ser la candidata del Partit Nacional en les eleccions de 2002 en la circumscripció electoral de Clevedon. Collins guanyà amb el 37,69% del vot. En segon i tercer lloc quedaren Dave Hereora (Laborista) i Brent Catchpole (NZ Primer) amb el 27,56% i l'11,85% del vot respectivament.
En les eleccions de 2005 Collins guanyà a Clevedon amb el 59,23% del vot. En segon lloc quedà de nou Hereora, aquest cop amb el 24,31% del vot.
Per a les eleccions de 2008 es van redistribuir les circumscripcions electorals neozelandeses. Clevedon va ser abolida i en el seu lloc Collins fou la candidata del Partit Nacional a Papakura. En aquesta circumscripció va rebre el 59,68% del vot. Segon quedà Hereora amb el 27,09% del vot total.
En les eleccions de 2011 Collins fou elegida a Papakura de nou, rebent en aquesta ocasió el 59,59% del vot. Jerome Mika del Partit Laborista va rebre el 27,02% del vot.

### Ministra
En el primer gabinet Key entre el 2008 i 2011 fou nomenada la Ministra de Policia, de Correccions i dels Afers dels Veterans. En el segon gabinet Key cessà de ser ministra en les prèvies mencionades tres posicions i en el seu lloc fou nomenada Ministra de Justícia, de Danys Personals (Accident Compensation Corporation) i d'Afers Ètnics.

### Oposició
A les eleccions generals neozelandeses de 2020 va ser la cap de llista del Partit Nacional de Nova Zelanda, que fou àmpliament derrotat pel Partit Laborista de Nova Zelanda, que encapçalat per Jacinda Ardern va obtenir la majoria absoluta dels escons.

## Vida personal
Collins està casada amb David Wong Tung i tenen dos fills.